# Йошеффи, Рафаэль
Рафаэль Йошеффи, Рафаэл Джозеффи (венг. Joseffy Rafael, англ. Rafael Joseffy; 3 июля 1852, Хунфалу, Австро-Венгрия (ныне Словакия) — 25 июня 1915) — американский пианист и музыкальный педагог еврейского происхождения, родом из Венгрии.

## Биография
Сын раввина. Вырос в Мишкольце и Прессбурге, учился в Будапеште у Фридриха Брауэра, затем с 1866 г. в Лейпцигской консерватории у Игнаца Мошелеса и Эрнста Фердинанда Венцеля, в 1868—1870 гг. в Берлине у Карла Таузига и наконец на протяжении двух лет в Веймаре у Ференца Листа. В 1870 г. дебютировал в Берлине, исполнив Концерт № 1 для фортепиано с оркестром Фридерика Шопена. Уже в венский период начал преподавать — в 1875 г. среди его учеников был Мориц Розенталь, вспоминавший, помимо характерного для Йошеффи предпочтения игре стаккато, о его блестящем мастерстве бильярдиста; Йошеффи аккомпанировал Розенталю на втором фортепиано при первом публичном концерте юного музыканта в Вене.
С 1879 г. жил и работал в Нью-Йорке. Дебютировал в том же году с Нью-Йоркским филармоническим оркестром под управлением Леопольда Дамроша, затем много гастролировал с оркестром Теодора Томаса, однако в скором времени сосредоточился преимущественно на педагогической карьере. В 1888-1906 гг. преподавал в Национальной консерватории Америки. Среди его учеников был, в частности, Рубин Голдмарк, посвятивший затем Йошеффи свой фортепианный квартет.
Автор сборника этюдов «Школа продвинутой фортепианной игры» (англ. The School of Advanced Piano Playing), развивающего педагогические принципы Таузига. Редактировал 15-томное полное собрание сочинений Шопена для издательства Ширмера, американские издания пьес Карла Черни, Адольфа Гензельта, Игнаца Мошелеса, Роберта Шумана и др. Кроме того, Рафаэлю Йошеффи принадлежит некоторое количество фортепианных пьес и аранжировок — в том числе фортепианное переложение Партиты № 3 для скрипки соло И. С. Баха и аранжировка 4-го фортепианного концерта Антона Рубинштейна для двух фортепиано.
Откликаясь в «Нью-Йорк Таймс» на смерть Йошеффи, музыкальный критик Джеймс Ханекер удостоил его игру и личность исключительно восторженных оценок, охарактеризовав пианизм Йошеффи как «прохладное серебряное прикосновение пронзительной сладости, союз волшебства и лунного света»; по мнению Ханекера, «ни один пианист, за исключением Шопена, не мог сравниться с ним в мастерстве нюанса»; резюмируя, Ханекер писал: «В музыкальном мире, кишащем Калибанами от фортепиано, Йошеффи был воплощённым Ариэлем».